# Agrochola lucida
Agrochola lucida là một loài bướm đêm trong họ Noctuidae.